# Johann von Böhmen

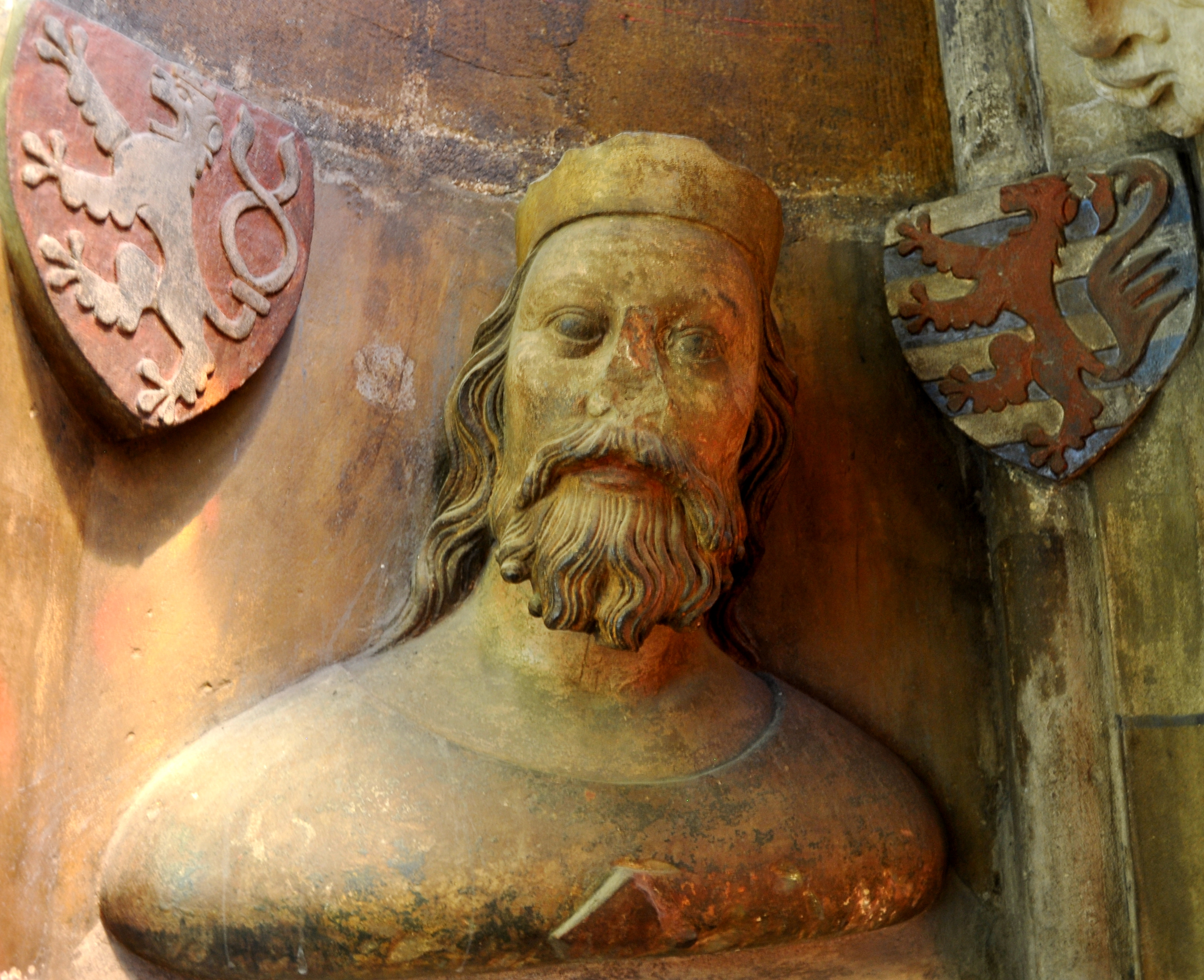
Büste Johanns von Luxemburg im Prager Veitsdom von Peter Parler.

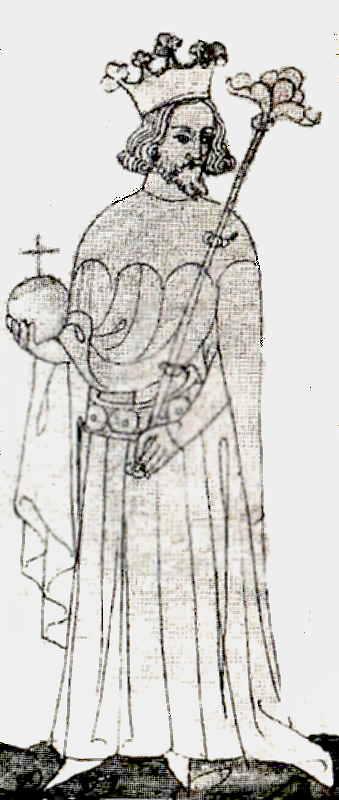
Johann von Luxemburg im Chronicon aulae regiae, entstanden 1305–1339 im Zisterzienser-Kloster in Zbraslav

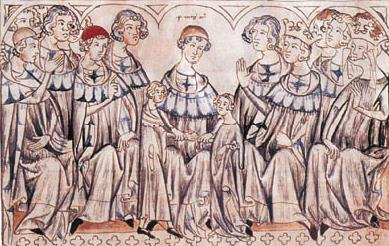
Hochzeit Johanns von Luxemburg mit Elisabeth in Speyer 1310

Johann von Luxemburg (tschechisch Jan Lucemburský, polnisch Jan Luksemburski, französisch Jean de Luxembourg oder Jean l’Aveugle sowie luxemburgisch Jang de Blannen; * 10. August 1296 in Luxemburg; † 26. August 1346 in Crécy), deutsch auch Johann von Böhmen, später Johann(es) der Blinde genannt, war König von Böhmen 1311–1346, Markgraf von Mähren, Graf von Luxemburg und Titularkönig von Polen 1311–1335. Er galt als die Verkörperung des Ritterideals seiner Zeit, war ein berühmter Turnierheld und konnte auch einige Erfolge bei der Vermehrung seiner Hausmacht erzielen. In seinem Herkunftsland Luxemburg gilt Johann der Blinde als Nationalheld.

## Leben

### Jugend und die ersten Jahre in Böhmen
Johann war der Sohn Kaiser Heinrichs VII. und Margaretes von Brabant. Bereits in jungen Jahren begleitete er seinen Vater und verbrachte einige Zeit in Paris, wo er auch studierte. Nachdem Heinrich VII. 1308 zum römisch-deutschen König gewählt worden war, belehnte er Johann zunächst mit der Grafschaft Luxemburg. 1309 nahm eine böhmische Adelspartei, die gegen den damaligen böhmischen König Heinrich von Kärnten opponierte, Kontakt mit Heinrich VII. auf. Heinrich VII. reagierte, indem er seit Anfang 1310 Verhandlungen mit den böhmischen Oppositionskreisen führte und am 30. August 1310 den 14 Jahre alten Johann mit dem Königreich Böhmen belehnte. Johann wurde später am selben Tag in Speyer mit der böhmischen Prinzessin Elisabeth vermählt, einer Schwester von Wenzel III., mit dessen Ermordung 1306 kurz zuvor das alte Herrscherhaus der Přemysliden in männlicher Linie ausgestorben war.
Im Oktober 1310 zog Johann mit einem Truppenkontingent nach Böhmen, während sein Vater Heinrich nach Italien aufbrach, um dort die Kaiserkrone zu erlangen. Zwei Franken werden dem Minderjährigen an die Seite gestellt: Berthold Graf zu Henneberg, sein Erzieher, und Erzbischof Peter von Mainz erhalten am 16. Oktober 1310 die Vollmacht, „die Sachen des Königreiches Böhmen nach Gutbefinden anzuordnen“. Beide werden vorzügliche Vertraute genannt. Johann, der von Heinrich auch zum Reichsvikar ernannt worden war, belagerte die damals reichste Stadt Kuttenberg, deren Eroberung ihm aber nicht gelang. Also wandte er sich dem kleinen Städtchen Kolín zu und wurde erneut von Heinrich von Kärnten geschlagen. Als Johann endlich in Prag einmarschierte, wo er am 7. Februar 1311 gekrönt wurde, hatte er noch nichts erobert. In seinen Wahlkapitularien musste er dem einheimischen Adel zugestehen, dass Ämter nur mit Böhmen und Mährern besetzt werden durften. Darin drückten sich der Machtgewinn des Adels und die Herausbildung eines böhmischen Nationalgefühls aus. Für Johann bedeutete die Annahme der böhmischen Krone auch, dass er Ansprüche auf die Throne von Polen und Ungarn erhob, die die letzten beiden Přemysliden innegehabt hatten.
1313 wurde Johann Waise als der Italienfeldzug seines Vaters Heinrichs VII. einen verlustreichen Verlauf nahm: Der Vater erkrankte plötzlich schwer und verstarb alsbald, auch seine Mutter und ein Bruder des Vaters (Walram) kamen ums Leben. Drei Jahre nach der Hochzeit von Speyer wäre das Haus Luxemburg beinahe erloschen. Balduin von Luxemburg, Erzbischof von Trier, war nun der Senior des Hauses Luxemburg. Johann war 17 Jahre alt und Vater einer Tochter. Vergebens bemühte er sich nun, als Nachfolger seines Vaters römisch-deutscher König zu werden. Es gelang ihm nicht, die deutschen Kurfürsten auf seine Seite zu ziehen, vor allem auch deshalb, weil die Kurfürsten um die Machtbalance fürchteten und lieber einen schwächeren Kandidaten wählen wollten. Die Wahl fiel 1314 schließlich auf den Wittelsbacher Ludwig und Johann fügte sich. Der König entließ, dem gesellschaftlichen Druck folgend, den Erzbischof Peter von Mainz, Berthold von Henneberg und Ulrich Landgraf von Leuchtenberg aus seinem Dienst. Fortan standen die Luxemburger und die Wittelsbacher gemeinsam gegen den Habsburger Friedrich den Schönen, der von einem Teil der Kurfürsten gewählt worden war. Dabei machte sich der Umstand bemerkbar, dass manche Kurstimmen (wie die von Sachsen) umstritten waren.
Inzwischen sah sich Johann, König Fremdling in Böhmen, gezwungen, den böhmischen Hochadel stärker an der Macht zu beteiligen (Inaugurationsdiplome), was schließlich in einem Bürgerkrieg endete. Um diesen zu entschärfen, ernannte Johann den Mainzer Erzbischof Peter von Aspelt zum Generalkapitän von Böhmen. 1317 hatte der Hochadel nicht nur mit ständigem Krieg gedroht, sondern auch mit der Wahl eines Habsburgers.

geviertes Wappen Johanns (1 und 4: Böhmischer Löwe; 2 und 3: Luxemburgischer Löwe)

### Europäische Politik
Im Bündnis mit den Wittelsbachern kämpfte Johann 1322 in der Schlacht bei Mühldorf, in der die wittelsbachisch-luxemburgische Allianz siegte. Johann erhielt dafür die Reichspfandschaft Eger. Heute erinnert Johanns Wappen am Isartor an sein Bündnis mit Ludwig. Bald nach dem Bündnissieg kam es aber zu einer deutlichen Abkühlung der Beziehungen zwischen Johann und Ludwig. Johann wollte noch im Streit zwischen Ludwig und dem Papst vermitteln, wofür er sich Oberitalien als Herrschaftsraum und die Teilung der Herrschaft erhoffte, doch kam es nicht mehr zur Verwirklichung dieser Pläne.
In Böhmen konnte Johann seine Macht nie wirklich entfalten, da er kaum im Land war und in mehrere europäische Konflikte eingriff. So versuchte er immer wieder seinen Anspruch auf Polen durchzusetzen, indem er in den Konflikt zwischen dem Deutschen Orden und dem polnischen König Władysław I. Ellenlang auf Seiten des Ordens eingriff und sich 1328/29, 1336/37 und 1344/45 an Feldzügen des Ordens gegen Litauen beteiligte. Gewisse Erfolge konnte er in Schlesien verbuchen, wo zwischen 1327 und 1335 mehrere Herzöge Johann die Treue schworen. Im Gegenzug verbündeten sich der polnische und der ungarische König, die sich beide durch den jeweiligen Thronanspruch Johanns bedroht fühlten.

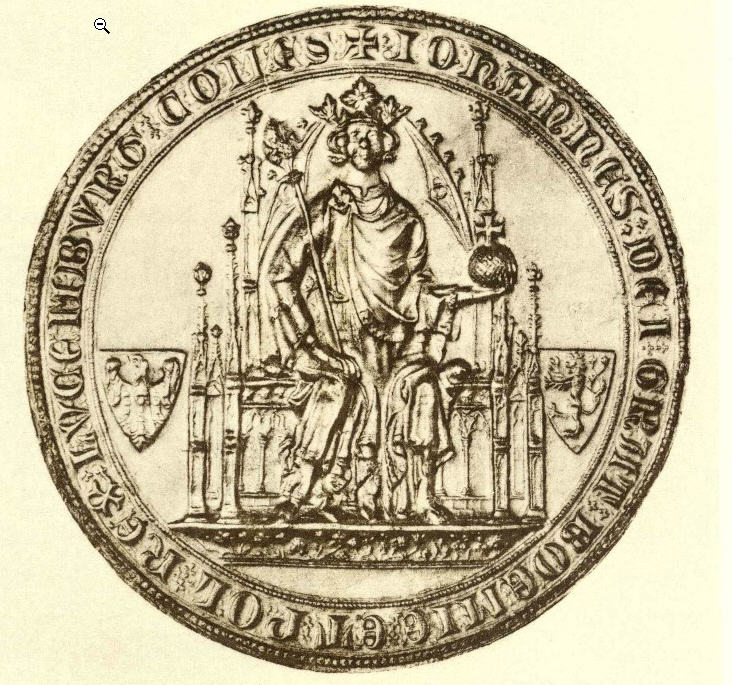
Siegel Johanns von Luxemburg

Johann wandte sich auch wieder stärker Frankreich zu, nachdem die traditionell guten Beziehungen zwischen dem Haus Luxemburg und dem französischen Königshaus der Kapetinger in den vorangegangenen Jahren gelitten hatten: Kaiser Heinrich VII. hatte sich gegen die französische Expansionspolitik im westlichen Grenzraum des Imperiums gestemmt; auch während Heinrichs Romfahrt hatte der französische König Philipp IV. gegen den Kaiser agiert. Nun jedoch normalisierten sich die Beziehungen und Johann hielt sich oft mehrere Wochen im Jahr am Pariser Hof auf, wo das Turnierwesen kultiviert wurde. Den auf den Thron gekommenen Philipp VI. unterstützte Johann gar mit Truppen.
1335 schließlich bemühte sich der polnische König Kasimir III. um eine Beilegung des Konflikts mit Johann. Die Könige trafen sich in Visegrád. Kasimir erkannte die böhmische Oberhoheit über Schlesien an und verzichtete gegen eine Geldzahlung auf die Ansprüche der böhmischen Krone. Johann gab seine Ansprüche auf die polnische Krone auf und schränkte die Unterstützung für den Deutschen Orden ein.

### Die Italienpolitik Johanns

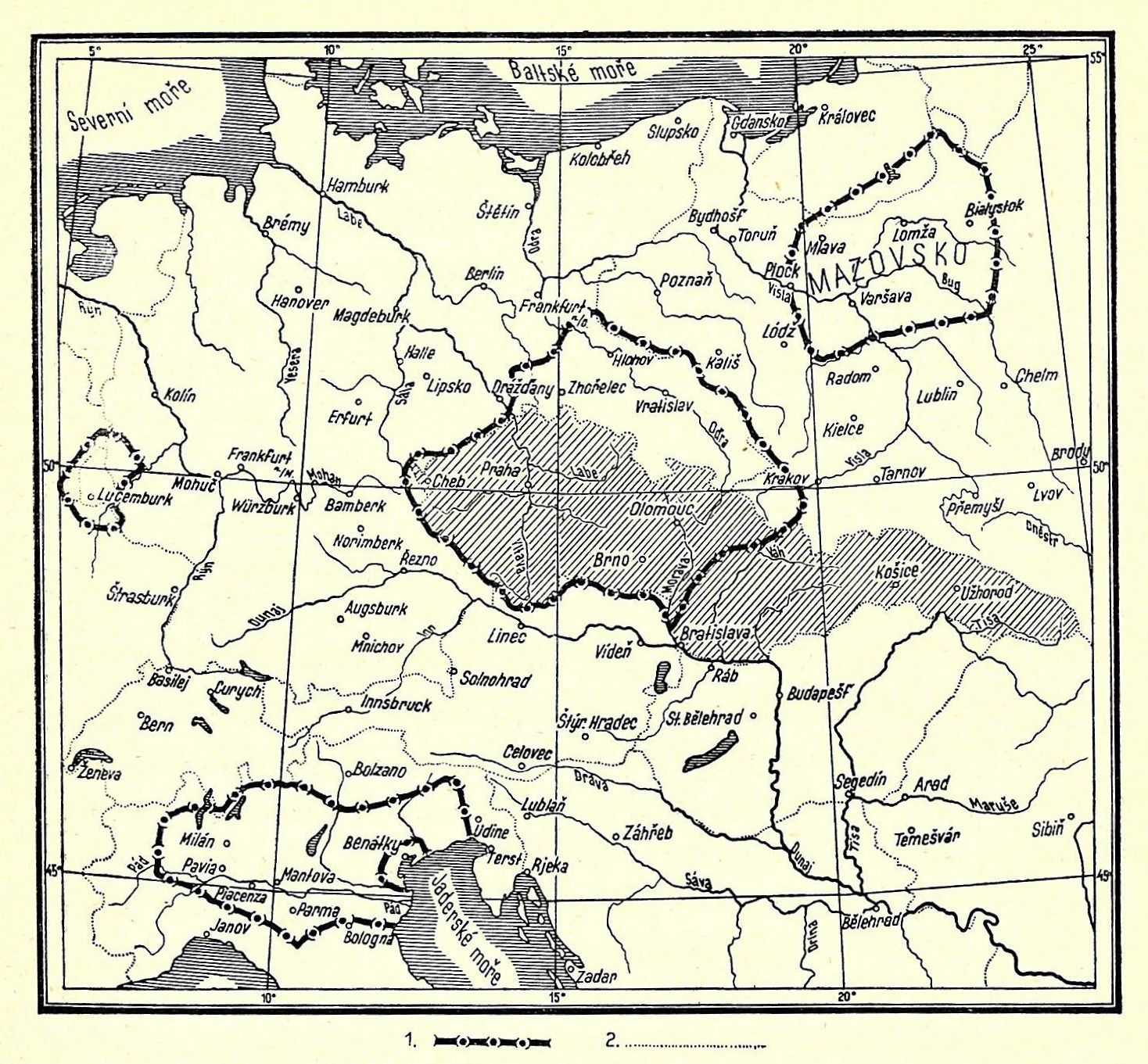
Ländereien Johanns von Luxemburg (dick umrandet)

König Johann und Kaiser Ludwig der Bayer begegneten einander 1330. Durch den Papst war Ludwig längst exkommuniziert, führte aber dennoch einen Italienfeldzug an. Johann hingegen, in kluger Zurückhaltung zwischen Papst und Kaiser, war in den letzten Jahren ein mächtiger Landesherr geworden und agierte realpolitisch geschickt. Er war so etwas wie der Schiedsrichter und Friedensrichter Europas geworden. Johann hielt die Stellung des deutschen Königs, bis dieser glücklos von Italien heimkehrte. Johann schien auf dem Höhepunkt seiner Erfolge zu sein und so fasste er einen neuen Plan: Er wollte selbst nach Oberitalien aufbrechen. Tatsächlich war ein solcher Italienzug im Rahmen einer Hausmachtpolitik recht ungewöhnlich: Johann plante, einen luxemburgischen Herrschaftskomplex in Oberitalien zu errichten.
Johann zog 1330 mit nur einem kleinen Heer von 400 Panzerreitern von Innsbruck nach Trient. Die Gründe für den Zug nach Italien sind in der Forschung umstritten; vielleicht wollte er die Rechte des Reiches schützen und auf das Ersuchen der Gesandten aus Brescia eingehen. Diese baten ihn um die Schutzherrschaft über ihre Stadt: Mastino II. della Scala, der Herr von Verona, bedrohte sie. Vielleicht handelte Johann aber nur aus Abenteuerlust. Am wahrscheinlichsten dürfte jedoch die Errichtung einer neuen Machtbasis in Oberitalien gewesen sein, wobei er sich auf seinen Vater Heinrich VII. berufen konnte, der auch nach Italien gekommen war, um wieder Ordnung in dem von Kriegen zerrissenen Land herzustellen. Gerade die Stadt Brescia, die sich einst seinem Vater auf Tod und Niederlage widersetzt hatte, öffnete Johann von Luxemburg ihre Tore. Binnen drei Monaten unterstellten sich alle wichtigen Städte der Lombardei seiner Schutzherrschaft. Diese Herrschaft galt es gegen Philipp VI. zu verteidigen.
In den Ostertagen 1331 trat sein 1316 geborener Sohn und Thronfolger Karl an seine Seite. Dieser lernte bald, seinem Vater zu widersprechen, aber auch selbstständig zu handeln. Er war es, der als Kronprinz mit 17 Jahren, ohne Rücksprache mit seinem Vater, Krieg gegen Florenz befahl – wenn auch freilich wenig erfolgreich. Johann hingegen erhielt die Signorie über mehrere Städte übertragen und selbst die mächtigen Visconti erkannten seine formelle Oberhoheit an, doch wuchs gleichzeitig das Misstrauen Ludwigs, der seine italienischen Vertrauensleute anwies, nur seinem Reichsvikar Otto von Österreich zu gehorchen.

### Die letzten Jahre – zwischen Frankreich und dem Reich
Johann wandte sich den Problemen im Westen zu. 1332 schloss er einen Vertrag mit dem französischen König. Darin verpflichtete sich Johann zum Beistand im Falle eines Krieges (außer wenn der römisch-deutsche König in den Konflikt verwickelt sei). Damit band sich Johann an den französischen Hof, doch erhoffte er sich dadurch wohl eine reibungslosere Hausmachtpolitik, zumal die Franzosen Johann nun auch in Oberitalien mit einem Aufgebot beistanden.
Dort hatten sich mehrere mächtige Städte und der König von Neapel zu einem Bündnis zusammengeschlossen. Johann erlitt mehrere Niederlagen und musste sich im Oktober 1333, da sein Sohn Karl sich weigerte, die wenigen verbliebenen Stützpunkte weiter zu verteidigen, zurückziehen. Die Italienpolitik Johanns war damit gescheitert, doch sorgte sein Auftreten südlich der Alpen wenigstens dafür, dass sich Oberitalien nicht weiter vom Reich löste – was durchaus den Plänen des Papstes entsprochen hätte.
1335 verzichtete Johann gegen eine finanzielle Abfindung und jene schlesischen Herzogtümer, die inzwischen von Böhmen lehnsabhängig geworden waren, auf die polnische Krone. Zur selben Zeit entluden sich die wachsenden Spannungen zwischen Johann und Ludwig. Der Kaiser erhob Anspruch auf die Alpenländer, die Johann aufgrund der (allerdings nicht vollzogenen) Heirat seines zweiten Sohnes Johann Heinrichs mit Margarete von Tirol für sich beanspruchte. 1336 brachen die Kampfhandlungen aus, doch kam es noch im selben Jahr zu einer friedlichen Einigung. Johann brach kurz darauf zu einem Kreuzzug gegen die Litauer auf.
Johann von Luxemburg, der große Reiter und Turnierheld, war 1337 auf dem rechten Auge erblindet. Diese Ophthalmie war eine Erbkrankheit der Luxemburger, nur ein Entfernen des erkrankten Auges kann ein Übergreifen auf das gesunde Auge verhindern. Trotz einer Operation durch Guy de Chauliac verlor er drei Jahre später auch das linke Auge und hieß fortan der Blinde. Während der bald darauf ausgebrochenen Kampfhandlungen zwischen England und Frankreich (siehe Hundertjähriger Krieg) stand Johann auf der Seite Frankreichs, Ludwig jedoch auf der Seite Englands. Johann übte 1339 sogar das Kommando in der Gascogne aus – und dies mit Erfolg. Deswegen war er aber nicht beim sogenannten Kurverein von Rhense anwesend, auf dem die Kurfürsten ihren Anspruch auf die Wahl des römisch-deutschen Königs betonten und päpstlichen Ansprüchen eine Absage erteilten.
Die Spannungen zwischen den Luxemburgern und Ludwig blieben bestehen, und auch im Reich wuchs die Opposition. Am 13. Juli 1346 wurde Karl, der älteste Sohn Johanns, der immer mehr Eigeninitiative gezeigt und sich damit nicht selten in Widerspruch zum Vater begeben hatte, zum neuen römisch-deutschen König gewählt – er sollte das Reich nach dem Tod Ludwigs schon bald unangefochten regieren und sich zu einem fähigen Kaiser entwickeln, dessen massive Heirats- und Hauspolitik im Reich, insbesondere im königsfernen Norddeutschland, viel Gegnerschaft und Ressentiments einbrachte.

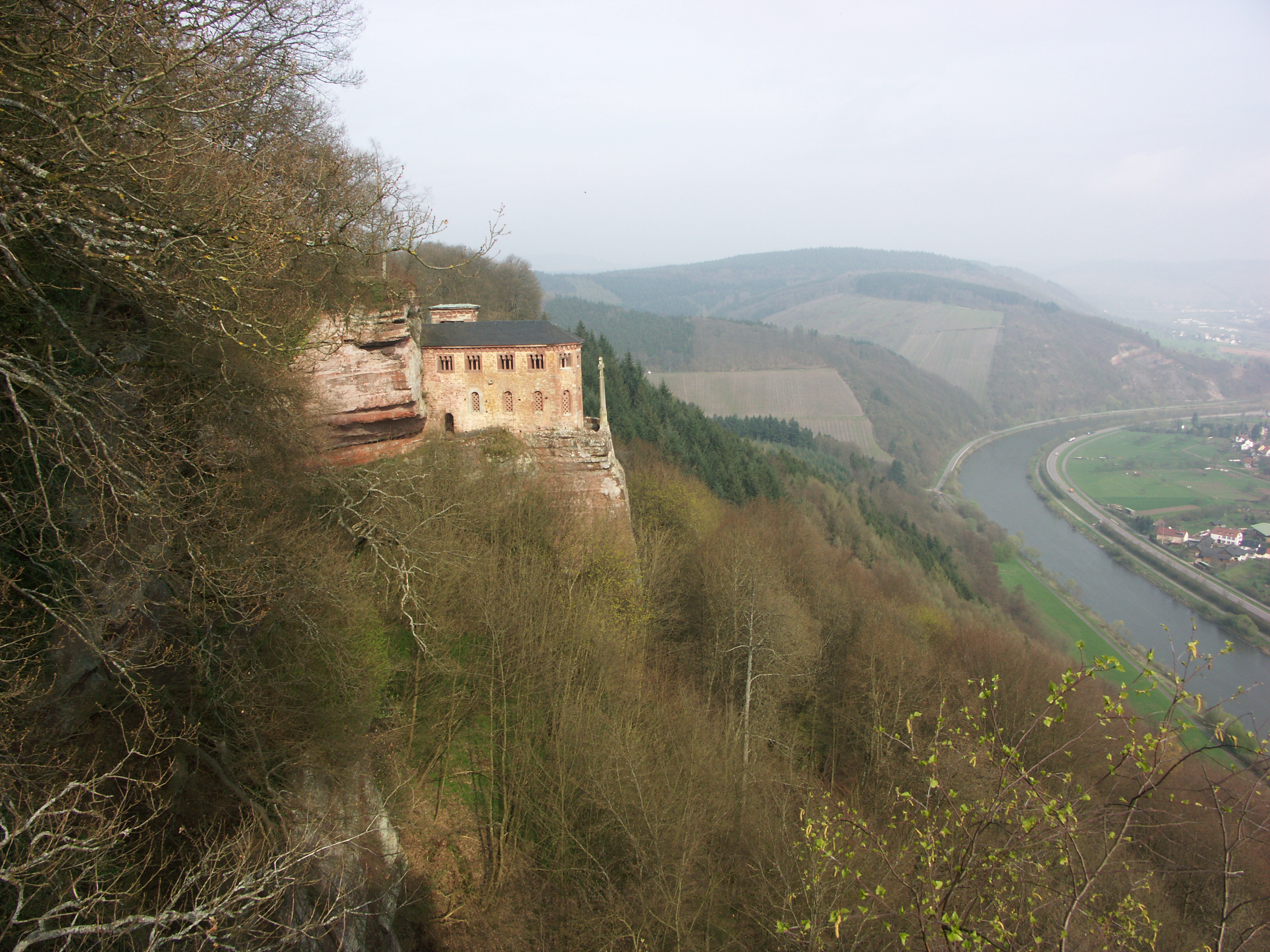
Grabkapelle König Johanns an der Klause Kastel bei Kastel-Staadt

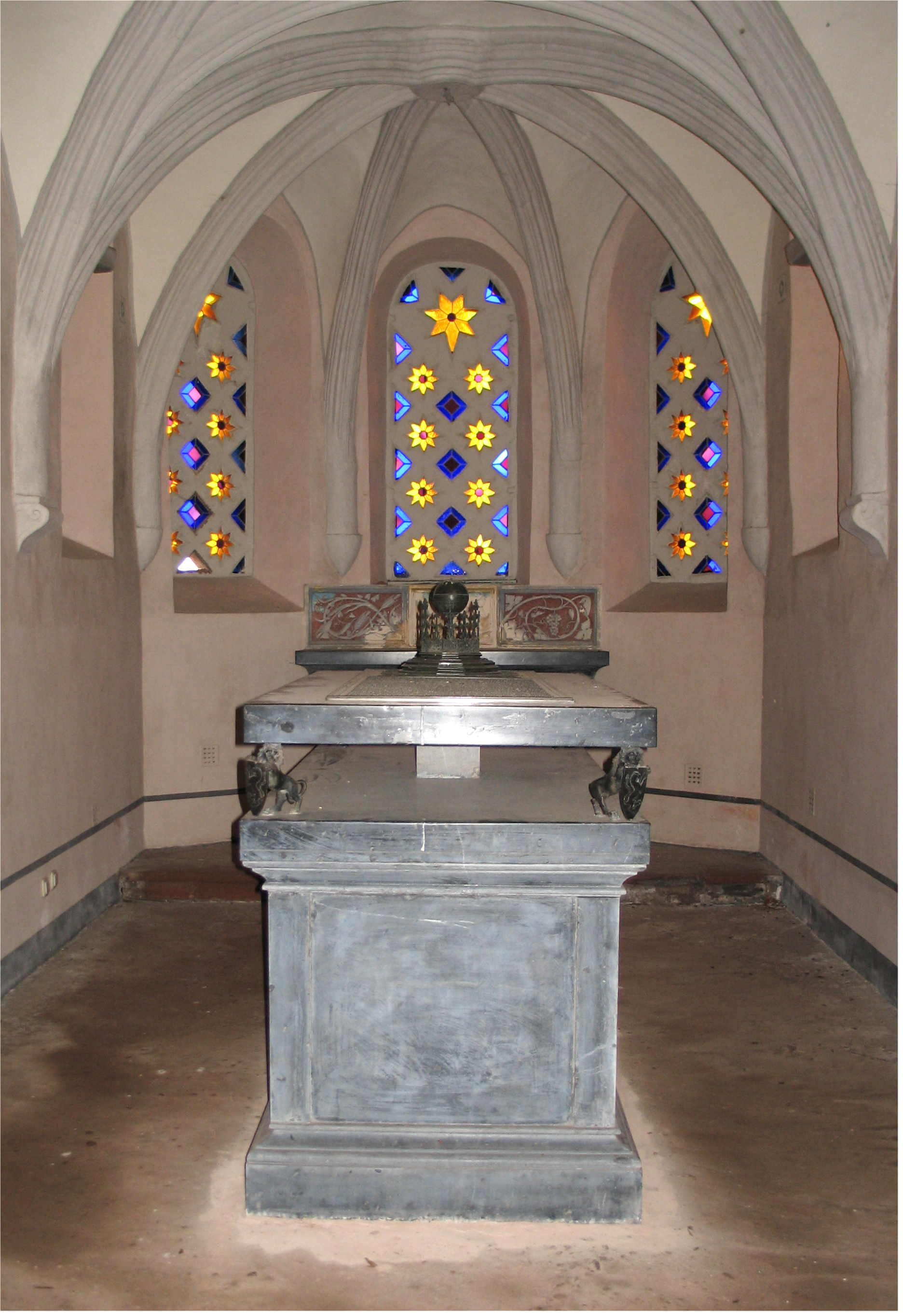
Sarkophag Johanns von Böhmen in der Kapelle der Klause Kastel

Johann fiel im Jahr 1346 in der Schlacht von Crécy, in deren Verlauf sich sein Sohn Karl unter ungeklärten Umständen vom Schlachtfeld absetzte. Der Überlieferung zufolge soll der völlig erblindete Johann praktisch schutzlos ins Kampfgetümmel geritten und erschlagen worden sein. Der Legende nach trat nach der Schlacht der damals 16-jährige Prince of Wales, Edward of Woodstock (der Nachwelt auch als der „Schwarze Prinz“ bekannt), an die Leiche heran. Mit den bewundernden Worten „There lies the Prince of Chivalry, but he does not die“ (Hier liegt der Fürst der Ritterlichkeit, doch er stirbt nicht) soll er das Zimier Johanns, das unter anderem aus zwei Flügeln bestand, an sich genommen und zu dem seinen gemacht haben. Diese Episode ist historisch allerdings nicht gesichert. Das Zimier in Form von drei Straußenfedern – die jedoch auch anderen Ursprungs sein könnten – sowie Johanns deutscher Wahlspruch Ich Dien finden sich jedenfalls bis heute im Wappenzeichen (Badge) des Prince of Wales wieder.
Der Tod des Königs beeindruckte den europäischen Adel zutiefst: Johann war bis zuletzt seinem Bündniseid treu geblieben und starb als Verkörperung der Ideale des europäischen Rittertums. Die Engländer gedachten des toten Königs in einer speziellen Trauerzeremonie, die von Thomas Hatfield, dem Bischof von Durham, geleitet wurde. Im Übrigen wird auch Johanns politisches Wirken von der modernen Forschung meist wohlwollender beurteilt, als dies in der Vergangenheit der Fall war, in der er meist im Schatten seines politisch erfolgreicheren Sohnes gesehen und als unduldsamer Vater dargestellt wurde, der die Qualitäten Karls nicht erkannt habe.

### Beisetzungen

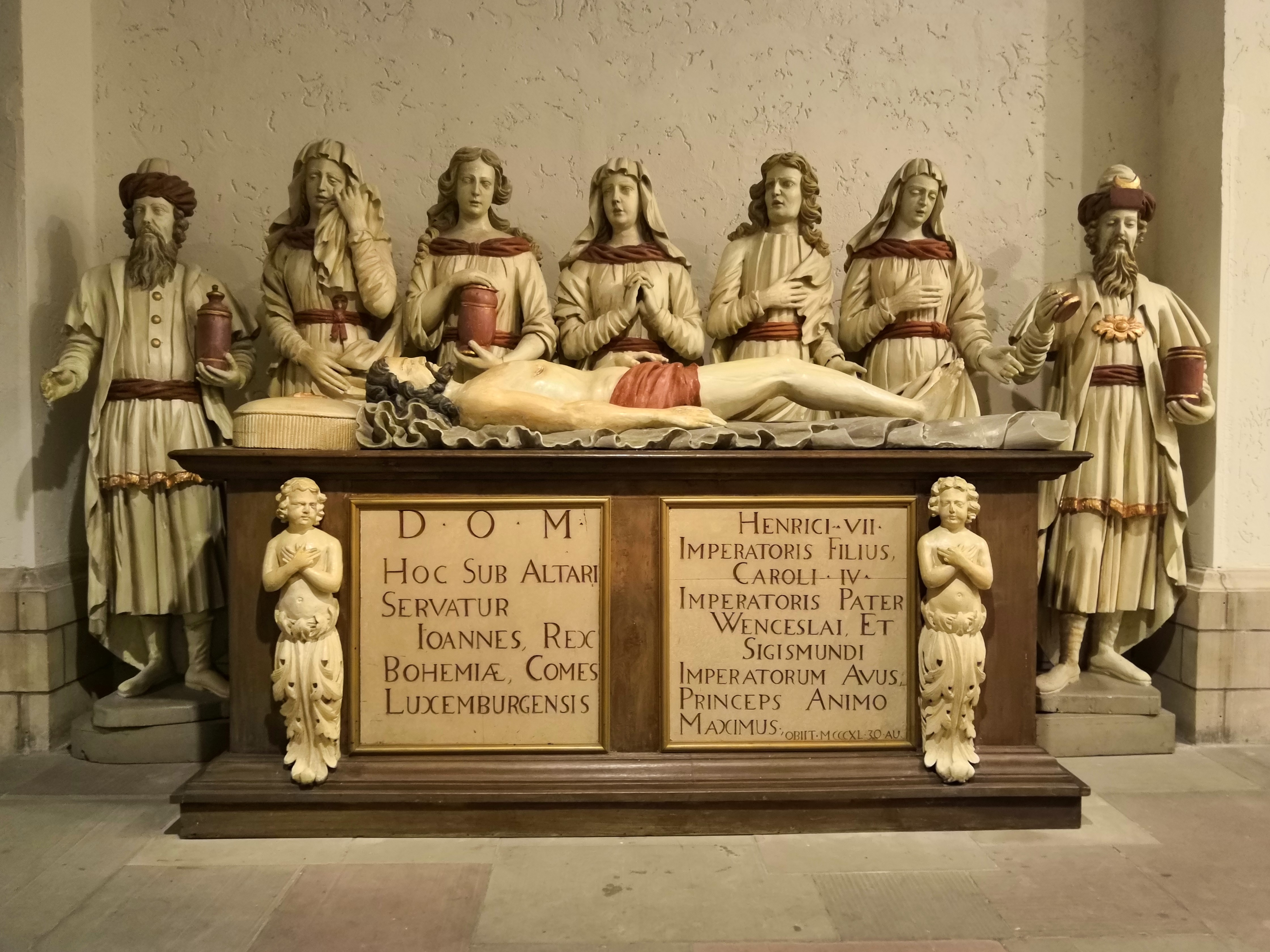
Grabstätte Johanns in der Kathedrale von Luxemburg

Johann wurde zunächst im luxemburgischen Kloster Altmünster beigesetzt. Nach der Zerstörung der Benediktinerabtei 1543 wurde Johann dann im luxemburgischen Kloster Neumünster bestattet. In den Wirren der Französischen Revolution gelangten Johanns Gebeine in den Besitz der Industriellenfamilie Boch in Mettlach an der Saar. Dort ruhten Johanns Gebeine nach Angaben der Familie Boch in einer Mansardenkammer. Pierre-Joseph Boch soll die sterblichen Überreste von Mönchen erhalten haben, um sie vor französischen Revolutionstruppen zu verstecken. Sein Sohn Jean-François Boch schenkte 1833 die sterblichen Überreste Johanns dem preußischen Kronprinzen Friedrich Wilhelm während dessen Reise durch das preußische Rheinland. Der Kronprinz, der in Johann einen Ahnen sah, beauftragte den Baumeister Karl Friedrich Schinkel, eine Grabkapelle für Johann den Blinden zu entwerfen. 1834 bis 1835 baute Schinkel die Kapelle in Kastel-Staadt an Stelle der alten Einsiedelei Klause Kastel auf einem Felsen über dem Saartal. An Johanns Todestag im Jahr 1838 wurden seine Gebeine dort in einem schwarzen Marmorsarkophag bestattet. Die Beerdigung in der Klausenkapelle im Jahre 1838 ist im Sterbebuch der Pfarrei des Jahres 1838 auf der Seite 202 eingetragen.

„Am 26. August war es in der romantischen Umgebung des 1 ½ Stunde von der Kreisstadt Saarburg gelegenen Dörfchens Castel an der Saar ungemein lebhaft. Man erwartete die irdischen Ueberreste Königs Johann von Böhmen, welche bisher eine Stätte und Asyl bei dem Fabrikeigenthümer Boch-Buschmann in Mettlach gefunden hatten und nunmehr in die durch die Munificenz Sr. königl. Hoheit des Kronprinzen auf sinnige Weise in eine Kapelle umgewandelte Klause, das vormals römische Standlager, unfern Kastel, feierlich beigesetzt werden sollten. Es war dazu der Tag gewählt, an welchem König Johann vor beinahe 500 Jahren (im Jahre 1346) einen rühmlichen Tod in der Schlacht bei Crecy gefunden hatte. […] In der Mitte der Kapelle gewahrt man einen marmornen Sarkophag, auf dem sich eine eherne Platte befindet, in welcher in lateinischer Sprache eine biographische Skizze des Lebens Königs Johann von Böhmen eingegraben ist. Bei dieser Stelle angekommen, übergab Hr. Boch-Buschmann dem Regierungspräsidenten von Ladenberg den Schlüssel zu dem Sarge, in welchem sich die königlichen Ueberreste bisher befanden; worauf solche, nachdem der Sarg geöffnet, von dem Hrn. Boch-Buschmann und dem Grafen von Villers, welche dieselben schon früher mehrfach gesehen hatten, so weit es möglich, rekognoscirt wurden. Der Sarg wurde sodann verschlossen, und nachdem der Sarkophag vorher in üblicher Art geweiht worden war, in denselben unter den vorgeschriebenen Ceremonien gesetzt, worauf die Einsegnung der königlichen Leiche und die Verschließung des Sarkophags erfolgte.“

Ende März 1941 gab Gustav Simon als NSDAP-Gauleiter im Gau Moselland bekannt, „[n]ach Kriegsschluß“ für Johann von Böhmen „ein würdiges Denkmal in Luxemburg“ zu errichten und zugleich seine Gebeine in „Heimaterde“ zu betten. Dies geschah auch, allerdings unter anderen Vorzeichen nach der Befreiung Luxemburgs und dem Ende des Krieges: Im Rahmen eines militärischen Staatsaktes (Ordre général No 5 vom 20. August 1946 und der Ordre général No 6 vom 22. August 1946 der luxemburgischen Armee) wurde der luxemburgische Nationalheld am 25. August 1946 von Kastell (heute Kastel-Staadt/Kreis Trier-Saarburg) mit militärischem Ehrengeleit zur Hauptstadt Luxembourg und dort zur heutigen Ruhestätte in der Krypta unter der Kathedrale Notre-Dame überführt.

## Nachkommen
Johann von Luxemburg heiratete 1310 in Speyer Elisabeth (1292–1330), Tochter von Wenzel II., König von Böhmen. Nach ihrem Tod heiratete er 1334 im Schloss Vincennes Beatrix von Bourbon.
Kinder aus erster Ehe:
- Margarete (1313–1341); ⚭ Heinrich II., Herzog von Niederbayern (1305–1339)
- Jutta (1315–1349); ⚭ 1332 Johann II., König von Frankreich
- Karl IV. (1316–1378), römisch-deutscher Kaiser
- Přemysl Ottokar von Luxemburg (1318–1320)
- Anna (1323–1338); ⚭ 1335 Otto, Herzog von Österreich
- Johann Heinrich (1322–1375), Markgraf von Mähren; ⚭ Margarete, Gräfin von Tirol

Kinder aus zweiter Ehe:
- Wenzel (1337–1383), zunächst Graf, dann Herzog von Luxemburg

Nichteheliche Kinder:
- Nikolaus  (1322–1358), Patriarch von Aquileia